# Ernst Barth (Architekt)
Ernst Barth (* 1906 in Ulm; † 1994) war ein deutscher Architekt und einer der wichtigsten Münchner Architekten der Nachkriegsmoderne.

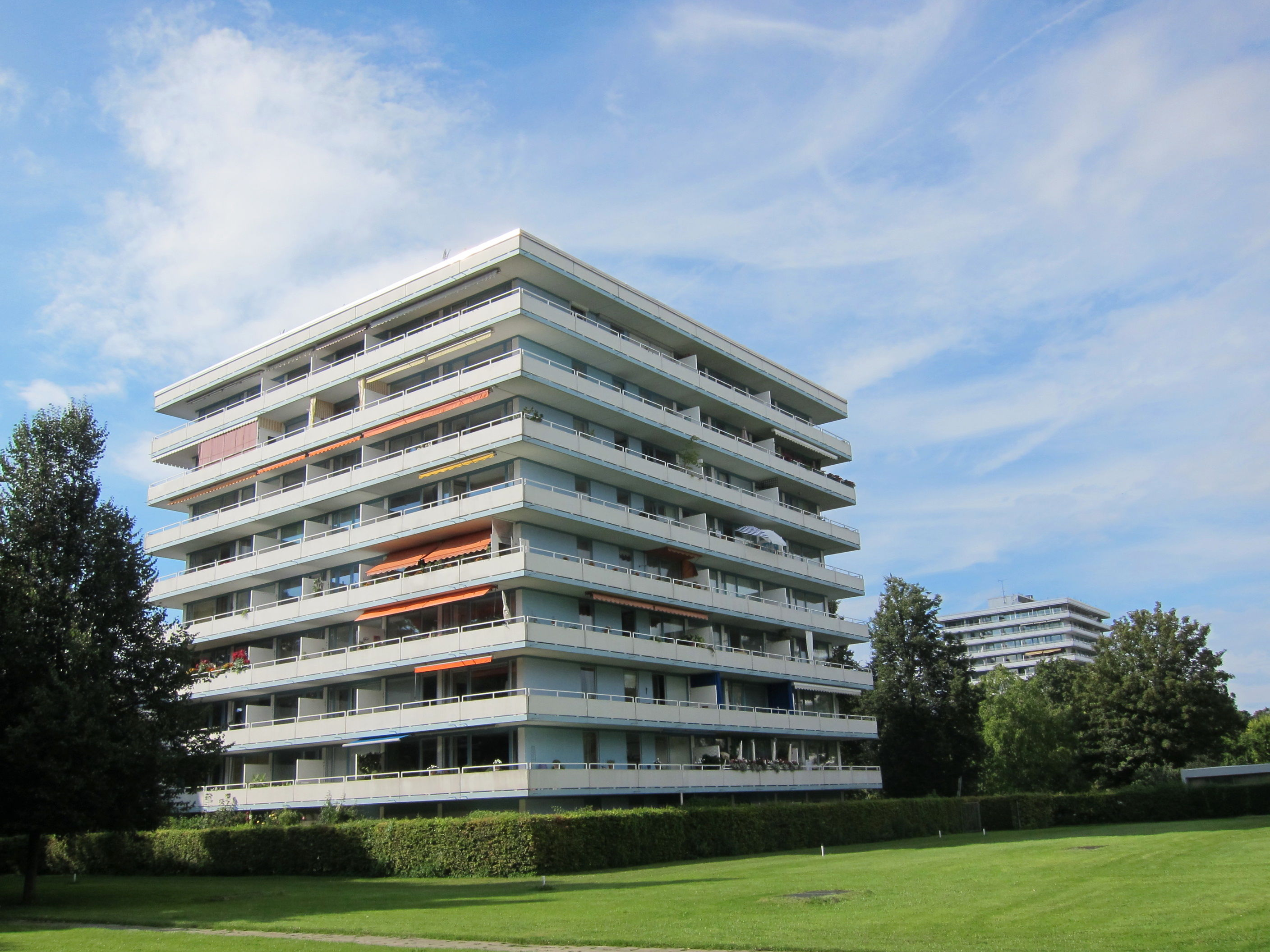
Cosimapark, München

## Werdegang
Barth absolvierte eine Maurerlehre und bildete sich autodidaktisch zum Architekten aus. Er eröffnete ein Architekturbüro in Stuttgart. 1939 zog Ernst Barth nach München um und diente bei der Luftwaffe. 
Nach dem Krieg hatte er sein Büro in der Siebertstraße in Bogenhausen und wohnte in den 1970er-Jahren im Cosimapark, den er entworfen hatte.

## Bauten
Schwerpunkt Barths Arbeit lag im Wohnungsbau.
- 1934: Einfamilienhaus, Stuttgart
- 1940: Wohnanlagen – Mühlbauer-, Beetz-, Holbein- und Kepplerstraße, Bogenhausen mit Sylvester Laible
- 1943: Wohnanlagen – Liszt-, Mühlbauer-, Bruckner- und Brahmsstraße, Bogenhausen mit Sylvester Laible
- 1935–1937, 1947–1949: St.-Michaels-Kirche, Tübingen[2]
- 1950: Zeilenwohnungsbauten, München-Schwabing mit Landschaftsarchitekt Alwin Seifert
- 1960: Wohnanlage – Artur-Kutscher-Platz 1/ + 2, Schwabing
- 1972: Wohnhochhäuser Schwabylon – Leopoldstraße, München[3]
- 1965–1968: Wohnanlage – Freischützstraße mit Gordon Ludwig und Ernst Hürlimann
- 1963–1969: Cosimapark mit Landschaftsarchitekt Gottfried Hansjakob
- 1970–1975: Wohnanlagen, Wuppertal und Dortmund
- St. Albertus Magnus, Esslingen (unter Denkmalschutz)[4][5]
- Wohnhäuser –  Brucknerstraße, Bogenhausen
- Wohnhochhäuser – Osterwaldstraße, München, am Englischen Garten

## Wirken
Ernst Barth stellte 1969 Punkthäuser, Atrien und ein Langhaus als Solitäre gleicher Struktur in einen gemeinsamen Kontext. Keine Blöcke, sondern schwingende Räume zwischen den Gebäuden, die durch ihre Bepflanzung tatsächlich zu einem Park wurden. 1968 erhielt er für das Haus Stolzingstraße 21 den Ehrenpreis für Wohnungsbau. 1969 bekam Barth für das Haus Preziosastraße 18–26 den Ehrenpreis für Wohnungsbau.
Nachfolger Karl-Heinz Röpke.

## Auszeichnungen und Preise
- 1968: Ehrenpreis für Wohnungsbau für das Haus Stolzingstraße 21[7]
- 1969: Ehrenpreis für Wohnungsbau für das Haus Preziosastraße 18–26[8]
- Artur-Kutscher-Platz 1/ + 2 ist Baudenkmal von Schwabing